# 감포비가
《감포비가》는 KBS 2TV에서 2000년 7월 5일에 방영된 드라마시티로, 사법고시를 공부하는 한 남자와 어린 식모의 운명적 사랑과 이별을 다룬 작품이다.

## 줄거리
비 내리는 날 밤 성수는 어디선가 들려오는 "물새 우는 강 언덕"이란 노래에 발길을 멈춘다. 며칠 후 성수는 다시 들려오는 노래 소리에 자신도 모르게 노래가 새어나오는 집 대문을 열고 들어간다. 한편, 유성기에서 흘러나오는 노래를 들으며 다림질을 하고 있던 미순은 갑자기 나타나 "어머니"를 외치는 낯선 남자를 보고 놀란다.

## 등장 인물

### 주요 인물
- 박용하
- 박은혜